# 美術館

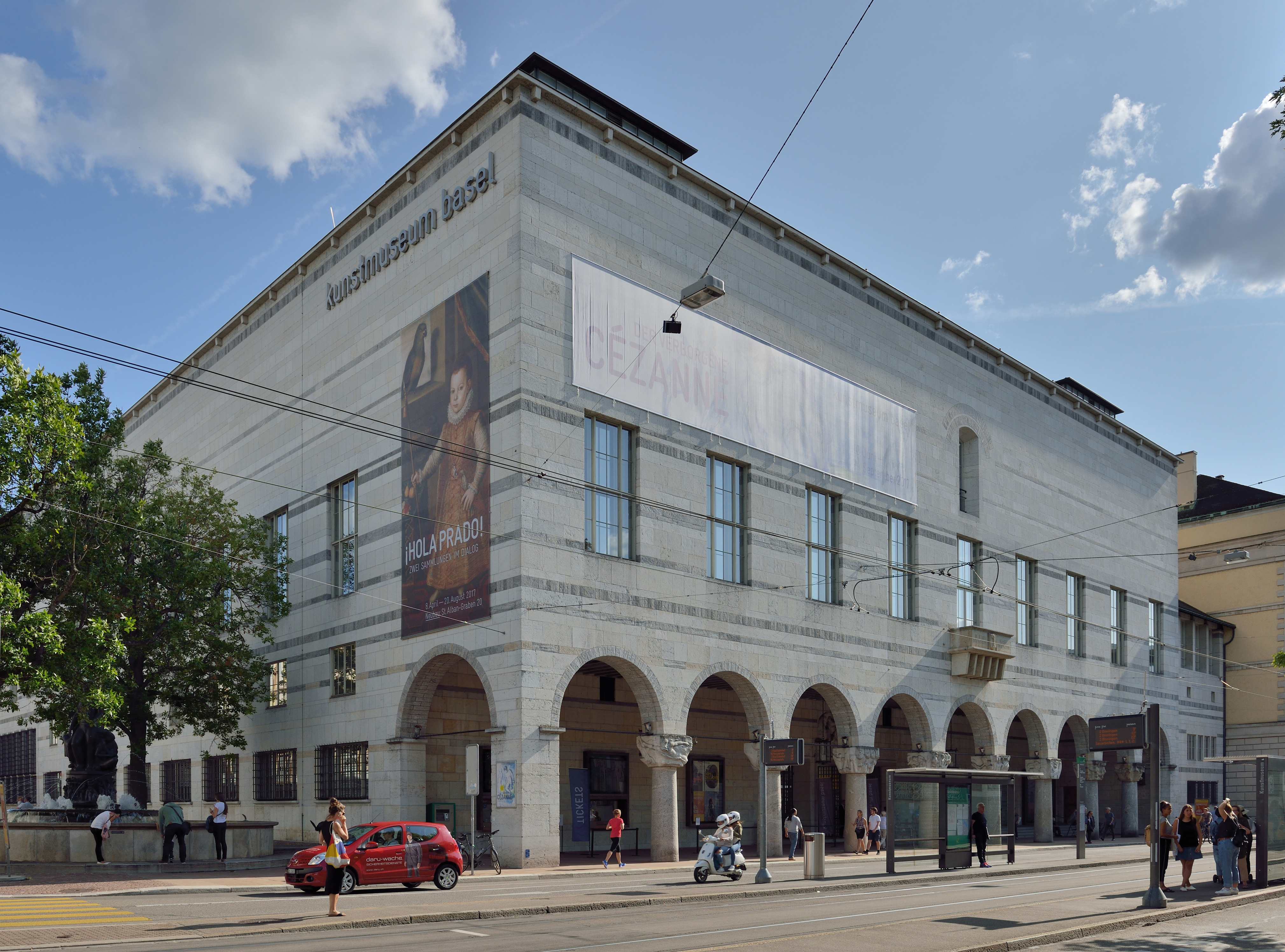
スイスのバーゼル市立美術館。史上初の公立美術館である。

美術館（びじゅつかん、英: Art museum、西: Museo de arte）とは、博物館の一種であり、美術作品を中心とした文化遺産や現代の文化的所産を収集・保存・展示し、またそれらの文化に関する教育・普及・研究を行う施設である。

## 概要
美術館は、美術品を主たる対象とする専門博物館の一分野であり、英語を始めとする欧州各国語でも博物館の概念に包含されるものである。
美術館は、博物館の一形態という性質上、収蔵品の蓄積が展示と並んで重視される。展覧会などによる展示を中心とした施設にはギャラリー（英: Art Gallery）がある。ただし、美術館とギャラリーの境界はあいまいで、中間的な施設も多い。類義語として絵画館（ピナコテーク、独: Pinakothek）や彫刻館（グリプトテーク、独: Glyptothek）がある。
なお、博物館の英訳、museum（ミュージアム）は、ギリシャ神話に登場する詩・劇・音楽・学芸の女神達であるムーサ（古希: Μοῦσα）に由来する。ヨーロッパにおいてはヘレニズム時代、ムーサを祀る神殿であったムセイオン（古希: Μουσειον、羅: Musaeum）が、ムーサが象徴する文芸・学問を研究するための学堂となり、図書や絵画を収める収蔵施設も設けられたが、ローマ帝国の衰退とともに滅亡した。後の文芸復興（ルネサンス）期に、ムセイオンの語は珍しいものや芸術品を収蔵する施設の名として復活した。

## 歴史

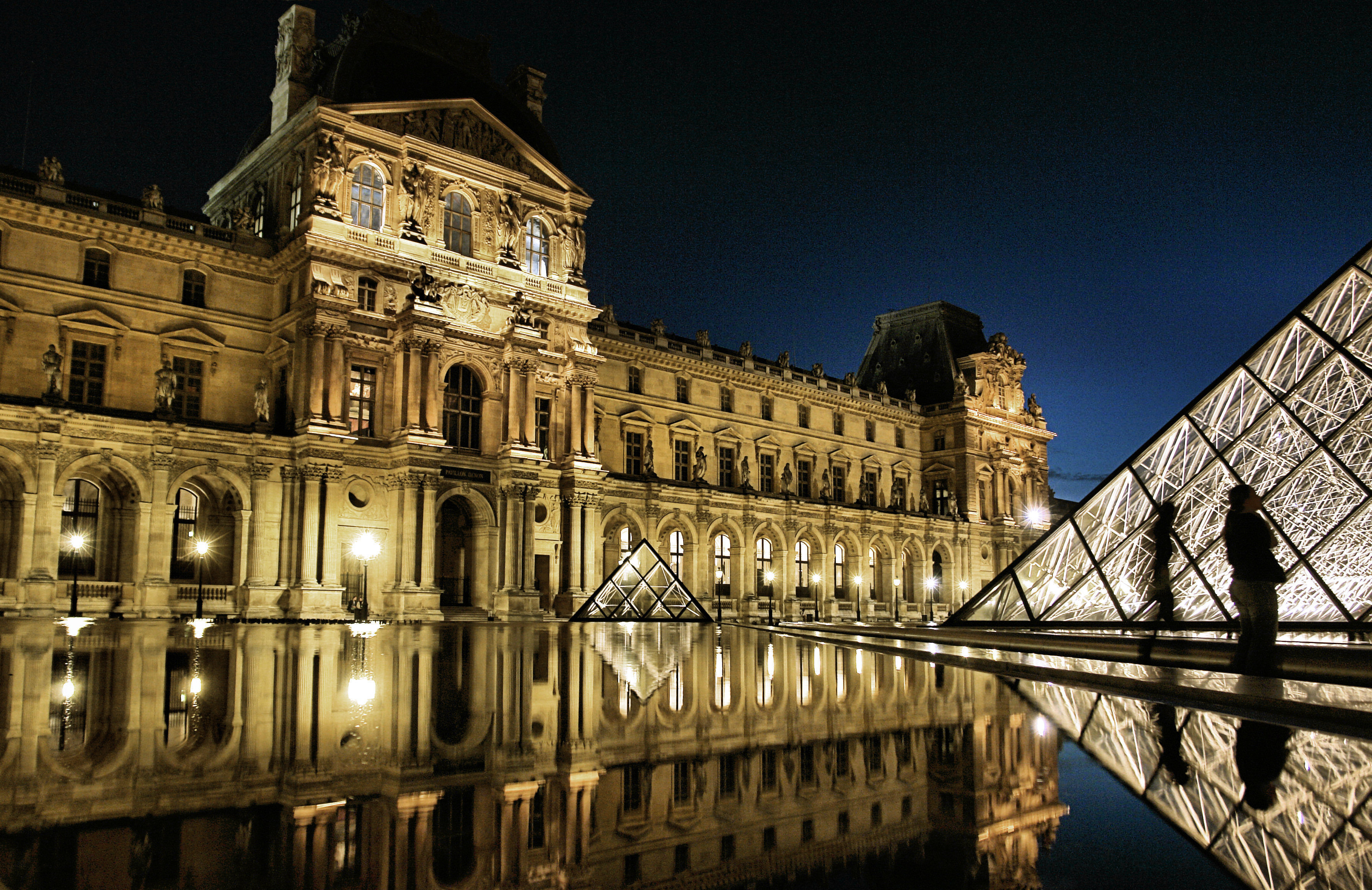
フランス革命期に開館したルーヴル美術館。所蔵数、来館者数ともに世界最大の美術館である。

近代に美術専門の博物館が成立した背景として、フランス革命に際して美術品が国外に流出したことが挙げられる。この流出を避けるため、パリ・ルーヴル宮殿内に保管されていた王室の美術コレクションが、新たに設立された美術館（現在のルーヴル美術館）の収蔵物として管理されるようになり、加えて、ナポレオン戦争に伴う戦利品が収蔵されて内容の充実をみた。
その後、フランス軍に一時攻略されたヨーロッパ諸国も、自国の美術品の防衛の必要性から、こうした美術専門の博物館を拡充させていった。

### 日本における美術館
美術品の展覧という意味では、古くから社寺が所蔵する宝物が定期的に「開帳」される習慣があり、これが庶民の美術品観覧の場となっていた。
明治維新後、美術品を一般人に対して公開するという行事は1872年に東京の湯島聖堂で文部省博物館主催の湯島聖堂博覧会における美術工芸品の展示が初めてとされる。1877年の第1回内国勧業博覧会では美術館と称する部門があった。この展示が後に帝室博物館となった。
明治後期に至り、1895年開館の奈良国立博物館、1897年開館の京都国立博物館で美術品展示が行われた。1917年に東京虎ノ門に日本で民間初の私設美術館、大倉集古館が開館した。1930年に岡山県倉敷市で民間が開設した大原美術館は、西洋近代美術を展示する日本初の美術館である。1951年開館の神奈川県立近代美術館は近代美術を展示する公立としては最初の美術館で、1952年開館の東京国立近代美術館は近代美術を展示する最初の国立美術館である。
1952年には全国美術館会議が設立され、2017年時点で国公立・私設含めて386館が加盟している。

## 活動

### 展示

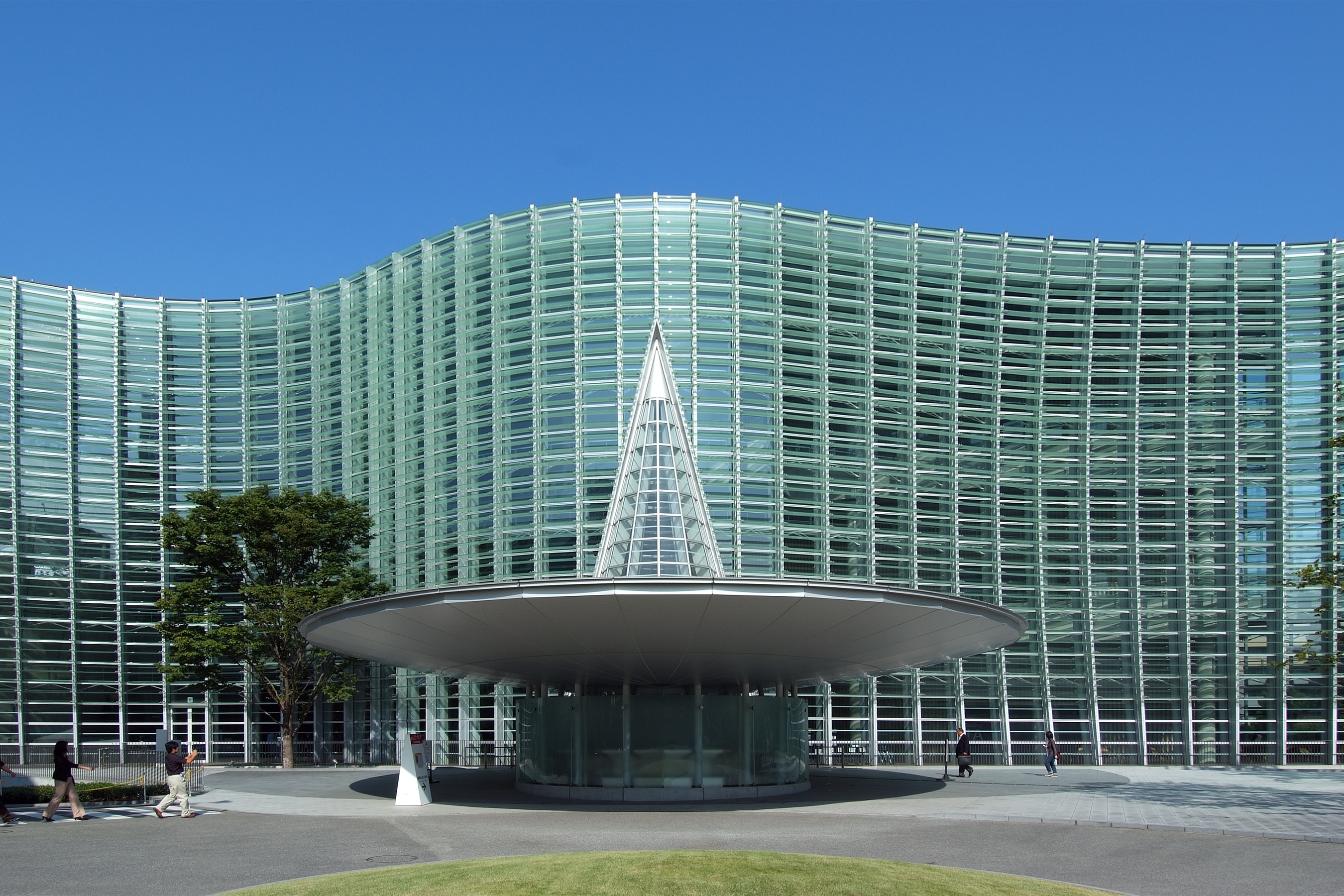
企画展示に特化した国立新美術館

美術館の最も重要な活動に美術品の展示がある。展示の分類としては企画展示と常設展示がある。
企画展示
あるテーマ（例：同作家、同時代、同地域、影響しあった作家等）に沿って資料を展示するものである。自館の収集資料を紹介するだけではなく外部から一時的に資料を借りて展示することがある。一定の期間を限って行われることが通常である。これらの企画はその美術館独自によるもののほか、複数の美術館によるものや、新聞社・企画会社が中心となっているものもあり、各地の美術館を巡回するものもある（巡回展示という）。
常設展示
その美術館が所蔵する資料を展示するものである。コレクションが充実している美術館では、常設展示に重要な作品があることが多い（ルーヴル美術館の『モナ・リザ』および『ミロのビーナス』など）。ただし、展示スペースの問題や、修復や他館への貸出の為などにより、展示品の入れ替えが行われることがある。
展示方法の形態としては、美術品の種類により様々な方法があるが、多くの美術品は後述のように環境的変化には弱いものであり、また防犯上の必要から頑丈なガラスケースに入れている場合もある。紫外線カットのガラスを入れた額装などもある。一方、彫刻のように屋外展示にも堪えるものもあり、またその作品のコンセプトとして「直接手にふれて楽しむ」ものや、空間そのものや観覧者の観覧行為と一体となった芸術表現（インスタレーション）や作家のパフォーマンスと一体化した芸術表現（パフォーマンスアート）として展示する方法もある。
目玉の作品は順路の中盤から後半に置くことが多い。展示室では、入り口から見えたり、最大の壁にあったりする作品に美術館側の主力が注がれていることが多い。
美術品の解説はパネルや映像によって展示するほか、ヘッドホンやイヤホンなどで音声ガイドを聞くシステムを備える美術館もある。
美術館外においてもインターネットによってそのコレクションを閲覧できる美術館も多い。遠隔地にいたり、外出困難な障害があったりする人々も、モニターでの再生とはいえ美術鑑賞の機会を得られるようになってきている。

### 収集・保管・修復

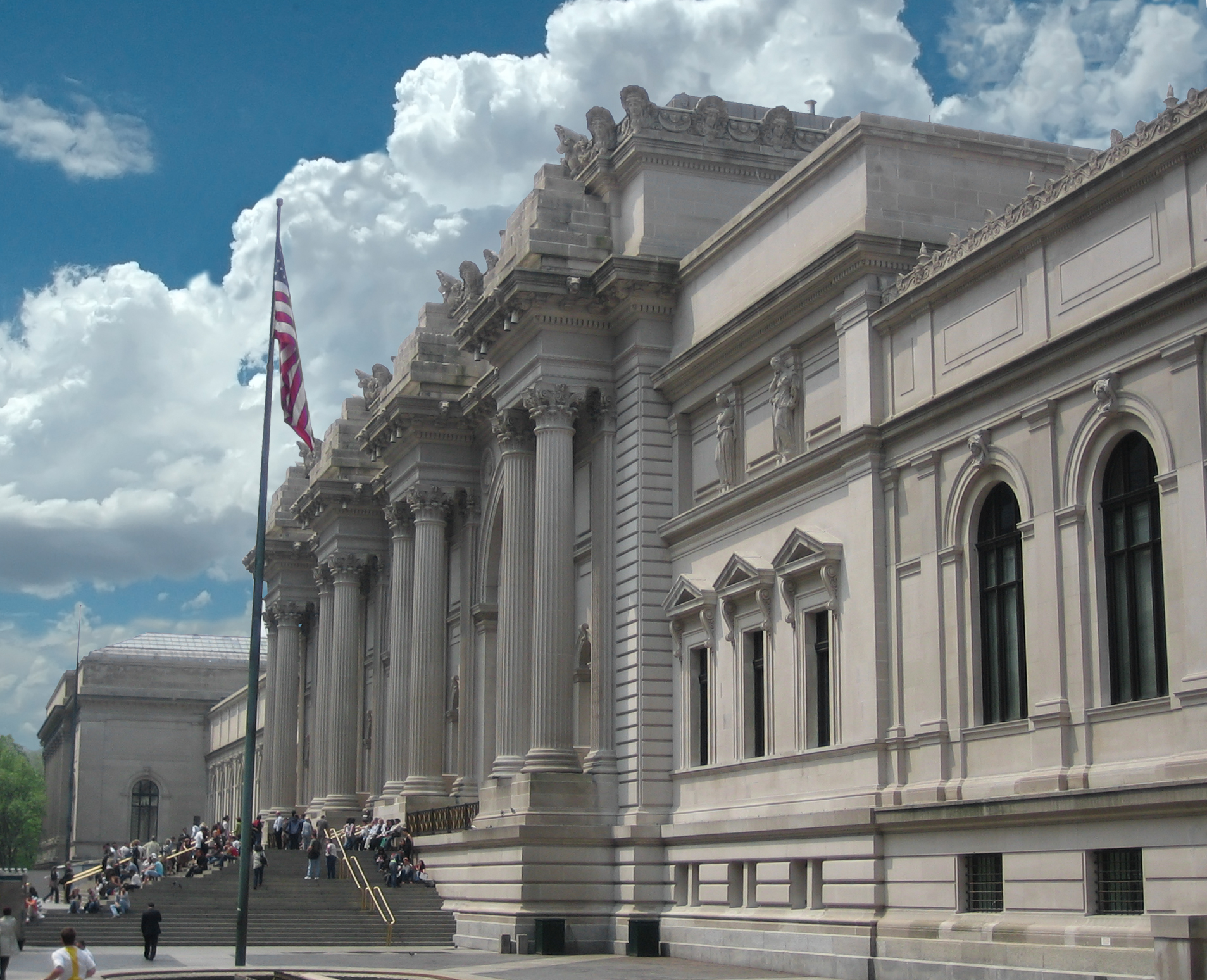
潤沢な資金力を持つメトロポリタン美術館

美術品やそれにまつわる資料等を収集することは美術館の最初の活動であると言える。後述のように、美術館のコレクションの由来が寄贈であるような場合には、収集品は既に一定程度の規模になっていることもある。その後は、寄贈を受ける程度の収集には消極的な美術館から、アメリカのメトロポリタン美術館やゲティ・センターなど、美術品オークション界において最も資金力のある買い手の一つに挙げられる美術館まで存在する。
- 収集には美術館が作家やコレクターから直接又はオークションを経て購入する場合、作家やコレクターから寄贈を受ける場合、又は古美術品や埋蔵品のように既に持ち主が不明になっているものを発見・発掘して収集する場合がある。ただし、「発見・発掘」とは集める側の理論である場合があり、大英博物館やメトロポリタン美術館に対する旧植民地国家からの返還要求、エルミタージュ美術館等が戦争混乱時に得たとされる美術品について元の持ち主（多くはユダヤ人）からの返還要求などの例も起きている。
- 作家やコレクターからの寄贈には相続税等の課税が負担であるとの理由もある。日本をはじめアメリカなどでもこのような場合に免税・減税制度を設けて寄贈を促している。このような寄贈によってコレクションの散逸の防止、ある地域にゆかりのある芸術家のための美術館を開設できるなどのメリットがある。
- 広義の収集として、作家やコレクターから長期又は無期限での寄託を受けることがある。美術館側としては展示品の充実につながり、預ける側からは安定した保管場所が得られるというメリットがある。

美術品・資料の保管は、屋外展示にも堪えられる彫刻から繊細なガラス細工に至るまで、その美術品の性格により多様な方法となる。例えば絵画などでは紫外線、適切でない湿度、粉じん等は劣化の原因になる。美術館の収集に値するものであれば一定程度の経済的価値があり、保安上の管理も必要である。この為、通常は空調・警備の完備した収蔵庫において保管される。
美術品の修復は、前述のような劣化の原因がある以上は必要なものであり、専門家の手によって行われる。しかし、過度の修復はオリジナルのタッチを損なうなどの問題も生じる。

### 調査・研究・教育
美術品やそれにまつわる資料等について調査研究をすることも美術館の重要な活動である。内部の学芸員によって行われる場合や、外部の研究者に対して助成・協力を行う場合がある。
- 調査研究対象は、その作家や作品についてのみならず、歴史的背景、その時代の社会的背景などの歴史学的、社会学的範疇まで及ぶものである。
- 調査研究活動は、その性格上、直ちに成果が生じるものでもない。一方でその成果が発表され、次の知的生産につながることも求められ、具体的な展示や研究図書の出版などが行われる。
- ある作家や美術領域に特化した美術館においては、その作家や美術領域の作品についての真贋を判定する権威である場合がある。

美術に関連して教育普及活動を行うことも重要な活動である。前述のとおり欧米では美術館は博物館・図書館といった「知的蓄積機関」の一つであるという意識が強く、またそれらは市民が積極的に「利用する」ものとして確立している。日本の美術館においても、近年は教育普及活動を活発にしようとする美術館が多く見られる。
- 教育普及活動の形態として、美術史などを講義するものや、創作活動の場所の提供や講師の派遣などをするワークショップ等がある。

## 種類

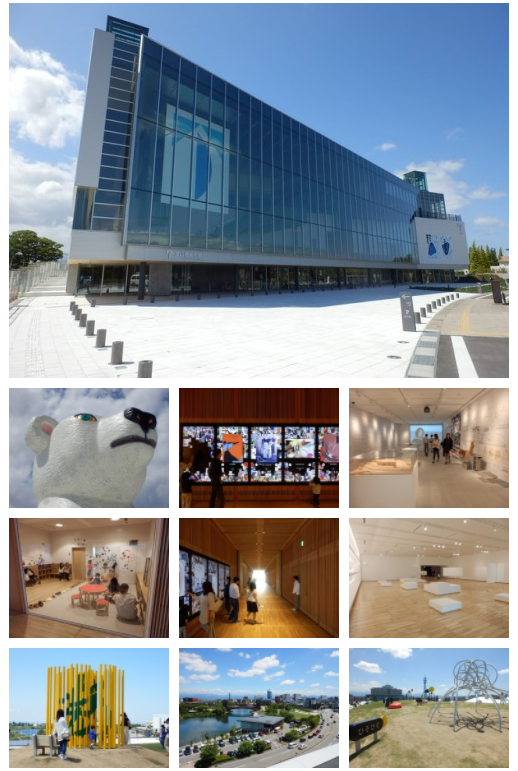
アートとデザインの両方を取り入れた富山県美術館

美術館はしばしばコレクション（収蔵品）の内容や活動方針によって分類される。コレクションの対象がどの地域、文化、時代のものであるかによって、扱う美術品のジャンルによって、また、幅広い分野の作品を扱うのか、特定の時代や特定の芸術家の作品のみを扱うのかなどによって、それぞれの館の性格が異なってくる。また、国公立・私立などの設置主体の別によって区別されることもある。
- コレクションの性格による分類の例
  - 地域・文化による分類「西洋美術」「東洋美術」「中国美術」「仏教美術」
  - 時代による分類「古代美術・古代芸術」「現代美術」「近代美術」
- 芸術表現方法による分類の例
  - 「絵画」「彫刻」「陶磁器」「陶芸」「ガラス工芸」「工芸品」「人形」「デザイン」「絵本」「写真」「映像」（動画）
- 設置主体による分類の例
  - 「国立・公立」「独立行政法人」「準公立（公益法人）」「私立（公益法人）」「私立（企業）」「私立（個人）」
- 博物館法による分類の例
  - 「登録博物館」「博物館相当施設」「博物館類似施設」（内容は記事「博物館」中の「日本における博物館」に詳しい）

## 組織
美術館では様々な人々が働いている。館の運営全般に関わる事務系の職員の他に、研究のための専門職を置くのが普通である。この専門職は、日本の博物館法では学芸員と呼ばれる有資格職種が、これに相当する。また美術品の保存・修復の専門家や、美術館における社会教育の専門家を置いている館もある。美術館は博物館の一分野にあたるため、日本における所轄法令は、博物館法となる。ただし、日本の博物館法は国立（独立行政法人含む）の施設を対象外としている。この他、学芸員を置かないなど、博物館法上の基準に合致せず、博物館として登録されていない美術館も多い。こうした博物館法上の施設と、実質的博物館施設が乖離している現象は、他分野の博物館にも当てはまるものが多い。

## 美術館にまつわる楽曲・文学
- 展覧会の絵（1874年、モデスト・ムソルグスキーの楽曲）
- めもあある美術館（1961年、大井三重子の小説）
- 美術館（1974年、ハイ・ファイ・セットの楽曲）
- 美術館で会った人だろ（1979年、P-MODELの楽曲）
- メトロポリタン美術館（1984年、大貫妙子の楽曲）
- クローディアの秘密（1967年、E．L．カニグズバーグの児童文学）